# Климат Бреста

## Общая характеристика
Метеонаблюдения в Бресте ведутся с 1834 года. Климат в районе города — умеренно континентальный. Из-за влияния морских воздушных масс характерна мягкая зима и умеренно жаркое лето. Циклоны, которые являются причиной этого, перемещаются с Атлантического океана с запада на восток. Средняя температура января −2,6 °C, июля +19,3 °C. Годовое количество осадков 609 мм. Среднегодовая температура воздуха в Бресте составляет +8,2 °C, среднегодовая скорость ветра — 2,6 м/с, среднегодовая влажность воздуха — 76 %. Вегетационный период длится 214 суток.
Средняя суточная температура падает ниже нуля, в среднем многолетнем 4 декабря, после чего наступает климатическая зима. Погода зимой, как правило, неустойчивая, с регулярными оттепелями, поэтому снежный покров может за зиму устанавливаться и сходить несколько раз, а может и вовсе не появляться. Последний зимний день приходится в среднем многолетнем на 3 марта, то есть зима длится 91 день. 
Средняя продолжительность климатического лета (с периодом среднесуточных температур выше +15 градусов) составляет 112 дней. Начинается лето в среднем 18 мая, последний день летнего периода приходится на 6 сентября..
Весной средняя суточная температура воздуха выше 5 °C устанавливается, в среднем, 30 марта и достигает 10 °C 22 апреля. Осенью среднесуточная температура опускается ниже +10 °C 7 октября и ниже +5 °C 3 ноября..
В году в среднем 160 дней идет дождь, 68 дней — снег. Туманы наблюдаются в течение 33 дней, грозы — 27 дней.

### Температура воздуха
| Показатель                    | Янв.  | Фев.  | Март  | Апр. | Май  | Июнь | Июль | Авг. | Сен. | Окт. | Нояб. | Дек.  | Год   |
| ----------------------------- | ----- | ----- | ----- | ---- | ---- | ---- | ---- | ---- | ---- | ---- | ----- | ----- | ----- |
| Абсолютный максимум, °C       | 11,6  | 17,2  | 22,6  | 30,7 | 32,1 | 34,7 | 36,6 | 36,7 | 34,4 | 26,4 | 19,0  | 14,5  | 36,7  |
| Средний суточный максимум, °C | −0,1  | 1,2   | 6,3   | 14,0 | 20,1 | 22,6 | 24,9 | 24,2 | 18,4 | 12,5 | 5,4   | 0,9   | 12,5  |
| Средняя температура, °C       | −2,6  | −1,9  | 2,2   | 8,7  | 14,5 | 17,1 | 19,3 | 18,5 | 13,3 | 8,3  | 2,7   | −1,3  | 8,2   |
| Средний суточный минимум, °C  | −4,9  | −4,5  | −1,2  | 3,8  | 9,0  | 12,0 | 14,2 | 13,3 | 9,1  | 4,8  | 0,4   | −3,5  | 4,4   |
| Абсолютный минимум, °C        | −35,5 | −28,1 | −22,6 | −6,2 | −4,2 | 2,1  | 5,8  | 1,3  | −2,8 | −9,9 | −19,2 | −25,1 | −35,5 |
| Норма осадков, мм             | 34    | 33    | 33    | 37   | 63   | 68   | 74   | 72   | 56   | 37   | 42    | 41    | 590   |
| Источник: Погода и климат     |       |       |       |      |      |      |      |      |      |      |       |       |       |

| Показатель                                                                      | Янв.  | Фев.  | Март | Апр. | Май  | Июнь | Июль | Авг. | Сен. | Окт. | Нояб. | Дек.  | Год   |
| ------------------------------------------------------------------------------- | ----- | ----- | ---- | ---- | ---- | ---- | ---- | ---- | ---- | ---- | ----- | ----- | ----- |
| Абсолютный максимум, °C                                                         | 9,5   | 15,1  | 20,3 | 30,3 | 30,5 | 34,7 | 35,5 | 36,7 | 34,4 | 23,2 | 18,3  | 13,2  | 36,7  |
| Средний суточный максимум, °C                                                   | 0,4   | 3,0   | 7,7  | 14,5 | 20,6 | 24,5 | 26,1 | 25,7 | 19,6 | 13,1 | 7,0   | 2,7   | 13,7  |
| Средняя температура, °C                                                         | −1,7  | 0,5   | 3,8  | 9,5  | 14,7 | 19,2 | 20,6 | 20,0 | 15,0 | 9,5  | 5,0   | 1,1   | 9,8   |
| Средний суточный минимум, °C                                                    | −3,7  | −2,1  | 0,1  | 4,5  | 9,4  | 13,6 | 15,2 | 14,5 | 10,1 | 5,7  | 2,9   | −0,5  | 5,8   |
| Абсолютный минимум, °C                                                          | −21,6 | −25,8 | −19  | −4,9 | −0,5 | 4,0  | 8,6  | 6,8  | 0,9  | −6,3 | −9,9  | −16,2 | −25,8 |
| Норма осадков, мм                                                               | 47    | 37    | 35   | 32   | 82   | 71   | 74   | 84   | 50   | 36   | 42    | 42    | 609   |
| Источник: www.weatheronline.co.uk экстремумы и осадки с Климатического монитора |       |       |      |      |      |      |      |      |      |      |       |       |       |

#### Температурные рекорды по месяцам
| Месяц    | Норма | Самый тёплый | Самый холодный |
| Январь   | -2,6  | 2,6 (2007)   | -14,8 (1893)   |
| Февраль  | -1,9  | 4,6 (1990)   | -15,5 (1929)   |
| Март     | 2,2   | 6,7 (2007)   | -5,3 (1952)    |
| Апрель   | 8,7   | 13,5 (2018)  | 1,1 (1929)     |
| Май      | 14,5  | 17,8 (2018)  | 9,8 (1980)     |
| Июнь     | 17,1  | 22,7 (2019)  | 13,8 (1929)    |
| Июль     | 19,3  | 23,5 (2021)  | 15,0 (1979)    |
| Август   | 18,5  | 22,6 (2015)  | 14,5 (1926)    |
| Сентябрь | 13,3  | 18,5 (2023)  | 10,3 (1894)    |
| Октябрь  | 8,3   | 12,1 (1896)  | 4,1 (1946)     |
| Ноябрь   | 2,7   | 7,7 (1926)   | -3,2 (1993)    |
| Декабрь  | -1,3  | 3,6 (2015)   | -8,4 (1969)    |
| Год      | 8,2   | 10,5 (2019)  | 5,5 (1933)     |
| -------- | ----- | ------------ | -------------- |

| Среднемесячная температура последних лет | Среднемесячная температура последних лет | Среднемесячная температура последних лет | Среднемесячная температура последних лет | Среднемесячная температура последних лет | Среднемесячная температура последних лет | Среднемесячная температура последних лет | Среднемесячная температура последних лет | Среднемесячная температура последних лет | Среднемесячная температура последних лет | Среднемесячная температура последних лет | Среднемесячная температура последних лет | Среднемесячная температура последних лет | Среднемесячная температура последних лет |
| Месяц                                    | Янв                                      | Фев                                      | Мар                                      | Апр                                      | Май                                      | Июн                                      | Июл                                      | Авг                                      | Сен                                      | Окт                                      | Ноя                                      | Дек                                      | Год                                      |
| 2001 год, °C                             | −0,7                                     | −1,1                                     | 2,6                                      | 9,6                                      | 14,6                                     | 15,5                                     | 22,0                                     | 19,5                                     | 12,8                                     | 10,5                                     | 2,0                                      | −6,1                                     | 8,5                                      |
| 2002 год, °C                             | −1,6                                     | 3,5                                      | 4,7                                      | 9,2                                      | 17,4                                     | 17,7                                     | 21,7                                     | 20,7                                     | 13,2                                     | 7,2                                      | 4,1                                      | −7,7                                     | 9,2                                      |
| 2003 год, °C                             | −3,8                                     | −6,1                                     | 1,7                                      | 7,2                                      | 16,4                                     | 17,7                                     | 21,0                                     | 19,2                                     | 14,0                                     | 5,7                                      | 4,9                                      | 0,8                                      | 8,4                                      |
| 2004 год, °C                             | −5,4                                     | −0,9                                     | 3,1                                      | 8,6                                      | 12,1                                     | 16,3                                     | 18,3                                     | 19,1                                     | 13,3                                     | 10,0                                     | 3,3                                      | 1,5                                      | 8,5                                      |
| 2005 год, °C                             | 0,2                                      | −3,7                                     | −0,7                                     | 9,3                                      | 13,7                                     | 16,4                                     | 20,5                                     | 17,9                                     | 15,5                                     | 9,1                                      | 2,8                                      | −1,0                                     | 8,4                                      |
| 2006 год, °C                             | −7,9                                     | −5,0                                     | −1,3                                     | 9,0                                      | 13,9                                     | 17,6                                     | 22,6                                     | 18,4                                     | 15,5                                     | 10,2                                     | 5,0                                      | 3,3                                      | 8,4                                      |
| 2007 год, °C                             | 2,6                                      | −2,9                                     | 6,7                                      | 8,7                                      | 15,6                                     | 19,2                                     | 19,2                                     | 19,2                                     | 13,7                                     | 8,2                                      | 1,0                                      | −0,5                                     | 9,3                                      |
| 2008 год, °C                             | −0,5                                     | 2,3                                      | 3,5                                      | 9,7                                      | 13,2                                     | 18,2                                     | 19,1                                     | 19,4                                     | 12,7                                     | 9,9                                      | 4,5                                      | 0,8                                      | 9,3                                      |
| 2009 год, °C                             | −3,0                                     | −1,0                                     | 1,9                                      | 10,8                                     | 13,7                                     | 16,5                                     | 20,0                                     | 18,2                                     | 15,0                                     | 6,8                                      | 4,9                                      | −2,0                                     | 8,4                                      |
| 2010 год, °C                             | −9,1                                     | −2,8                                     | 3,2                                      | 9,5                                      | 15,1                                     | 18,6                                     | 22,4                                     | 20,6                                     | 12,4                                     | 5,7                                      | 6,0                                      | −5,1                                     | 8,0                                      |
| 2011 год, °C                             | −1,5                                     | −4,8                                     | 2,1                                      | 10,3                                     | 14,5                                     | 19,2                                     | 19,4                                     | 18,9                                     | 15,1                                     | 7,5                                      | 2,9                                      | 2,3                                      | 8,8                                      |
| 2012 год, °C                             | −2,2                                     | −7,9                                     | 4,0                                      | 9,5                                      | 15,7                                     | 17,3                                     | 21,8                                     | 18,8                                     | 15,0                                     | 7,9                                      | 5,4                                      | -4,1                                     | 8.4                                      |
| 2013 год, °C                             | -4,1                                     | -0,6                                     | -2,3                                     | 8,4                                      | 16,5                                     | 19,0                                     | 19,6                                     | 19,5                                     | 12,2                                     | 10,0                                     | 5,7                                      | 1,6                                      | 8,8                                      |
| 2014 год, °C                             | -3,8                                     | 1,2                                      | 6,4                                      | 10,4                                     | 14,5                                     | 16,2                                     | 21,7                                     | 19,0                                     | 14,4                                     | 9,0                                      | 3,7                                      | -0,3                                     | 9,4                                      |
| 2015 год, °C                             | 0,8                                      | 0,9                                      | 5,2                                      | 8,5                                      | 13,5                                     | 18,0                                     | 20,1                                     | 22,6                                     | 15,4                                     | 7,0                                      | 5,1                                      | 3,6                                      | 10,1                                     |
| 2016 год, °C                             | -4,3                                     | 3,1                                      | 3,9                                      | 9,7                                      | 15,6                                     | 19,1                                     | 20,0                                     | 18,9                                     | 15,3                                     | 6,9                                      | 2,4                                      | 0,2                                      | 9,2                                      |
| 2017 год, °C                             | -4,6                                     | -1,8                                     | 5,9                                      | 7,6                                      | 14,4                                     | 18,4                                     | 18,8                                     | 20,0                                     | 14,3                                     | 9,0                                      | 4,1                                      | 2,2                                      | 9,0                                      |
| 2018 год, °C                             | -0,6                                     | -3,7                                     | -0,1                                     | 13,5                                     | 17,8                                     | 19,4                                     | 20,4                                     | 20,8                                     | 15,8                                     | 9,8                                      | 3,4                                      | 0,3                                      | 9,7                                      |
| 2019 год, °C                             | -3,0                                     | 2,5                                      | 5,2                                      | 10,3                                     | 14,3                                     | 22,7                                     | 18,9                                     | 20,0                                     | 14,6                                     | 11,0                                     | 6,3                                      | 2,9                                      | 10,5                                     |
| 2020 год, °C                             | 1,7                                      | 3,0                                      | 4,7                                      | 8,7                                      | 11,9                                     | 20,7                                     | 19,6                                     | 20,5                                     | 16,0                                     | 12,1                                     | 4,9                                      | 1,1                                      | 10,3                                     |
| 2021 год, °C                             | -1,7                                     | -2,8                                     | 2,6                                      | 7,3                                      | 13,3                                     | 20,6                                     | 23,5                                     | 18,0                                     | 13,0                                     | 9,2                                      | 5,0                                      | -1,5                                     | 8,8                                      |
| 2022 год, °C                             | 0,4                                      | 3,0                                      |                                          |                                          |                                          |                                          |                                          |                                          |                                          |                                          |                                          |                                          |                                          |
| ---------------------------------------- | ---------------------------------------- | ---------------------------------------- | ---------------------------------------- | ---------------------------------------- | ---------------------------------------- | ---------------------------------------- | ---------------------------------------- | ---------------------------------------- | ---------------------------------------- | ---------------------------------------- | ---------------------------------------- | ---------------------------------------- | ---------------------------------------- |

## Количество осадков в Бресте
| Количество выпавших суммарных месячных осадков " | Количество выпавших суммарных месячных осадков " | Количество выпавших суммарных месячных осадков " | Количество выпавших суммарных месячных осадков " | Количество выпавших суммарных месячных осадков " | Количество выпавших суммарных месячных осадков " | Количество выпавших суммарных месячных осадков " | Количество выпавших суммарных месячных осадков " | Количество выпавших суммарных месячных осадков " | Количество выпавших суммарных месячных осадков " | Количество выпавших суммарных месячных осадков " | Количество выпавших суммарных месячных осадков " | Количество выпавших суммарных месячных осадков " | Количество выпавших суммарных месячных осадков " | Количество выпавших суммарных месячных осадков " |
| ГОД                                              | Янв                                              | Фев                                              | Мар                                              | Апр                                              | Май                                              | Июн                                              | Июл                                              | Авг                                              | Сен                                              | Окт                                              | Ноя                                              | Дек                                              | Год                                              | Тан                                              |
| 2000                                             | 34                                               | 38                                               | 34                                               | 77                                               | 8                                                | 47                                               | 177                                              | 49                                               | 47                                               | 4                                                | 54                                               | 50                                               | 639                                              | +49                                              |
| 2001                                             |                                                  |                                                  |                                                  |                                                  |                                                  |                                                  |                                                  |                                                  |                                                  |                                                  |                                                  |                                                  | 669                                              | +79                                              |
| 2002                                             |                                                  |                                                  |                                                  |                                                  |                                                  |                                                  |                                                  |                                                  |                                                  |                                                  |                                                  |                                                  | 516                                              | -74                                              |
| 2003                                             |                                                  |                                                  |                                                  |                                                  |                                                  |                                                  |                                                  |                                                  |                                                  |                                                  |                                                  |                                                  | 409                                              | −181                                             |
| 2004                                             |                                                  |                                                  |                                                  |                                                  |                                                  |                                                  |                                                  |                                                  |                                                  |                                                  |                                                  |                                                  | 565                                              | -25                                              |
| 2005                                             |                                                  |                                                  |                                                  |                                                  |                                                  |                                                  |                                                  |                                                  |                                                  |                                                  |                                                  |                                                  | 531                                              | -59                                              |
| 2006                                             |                                                  |                                                  |                                                  |                                                  |                                                  |                                                  |                                                  |                                                  |                                                  |                                                  |                                                  |                                                  | 624                                              | +34                                              |
| 2007                                             |                                                  |                                                  |                                                  |                                                  |                                                  |                                                  |                                                  |                                                  |                                                  |                                                  |                                                  |                                                  | 587                                              | −3                                               |
| 2008                                             |                                                  |                                                  |                                                  |                                                  |                                                  |                                                  |                                                  |                                                  |                                                  |                                                  |                                                  |                                                  | 633                                              | +43                                              |
| 2009                                             |                                                  |                                                  |                                                  |                                                  |                                                  |                                                  |                                                  |                                                  |                                                  |                                                  |                                                  |                                                  | 762                                              | +172                                             |
| 2010                                             |                                                  |                                                  |                                                  |                                                  |                                                  |                                                  |                                                  |                                                  |                                                  |                                                  |                                                  |                                                  | 785                                              | +195                                             |
| 2011                                             |                                                  |                                                  |                                                  |                                                  |                                                  |                                                  |                                                  |                                                  |                                                  |                                                  |                                                  |                                                  | 544                                              | -46                                              |
| 2012                                             |                                                  |                                                  |                                                  |                                                  |                                                  |                                                  |                                                  |                                                  |                                                  |                                                  |                                                  |                                                  | 593                                              | +3                                               |
| 2013                                             |                                                  |                                                  |                                                  |                                                  |                                                  |                                                  |                                                  |                                                  |                                                  |                                                  |                                                  |                                                  | 648                                              | +58                                              |
| 2014                                             |                                                  |                                                  |                                                  |                                                  |                                                  |                                                  |                                                  |                                                  |                                                  |                                                  |                                                  |                                                  | 556                                              | -34                                              |
| 2015                                             |                                                  |                                                  |                                                  |                                                  |                                                  |                                                  |                                                  |                                                  |                                                  |                                                  |                                                  |                                                  | 506                                              | −84                                              |
| 2016                                             |                                                  |                                                  |                                                  |                                                  |                                                  |                                                  |                                                  |                                                  |                                                  |                                                  |                                                  |                                                  | 697                                              | +107                                             |
| 2017                                             |                                                  |                                                  |                                                  |                                                  |                                                  |                                                  |                                                  |                                                  |                                                  |                                                  |                                                  |                                                  | 689                                              | +99                                              |
| 2018                                             |                                                  |                                                  |                                                  |                                                  |                                                  |                                                  |                                                  |                                                  |                                                  |                                                  |                                                  |                                                  | 647                                              | +57                                              |
| 2019                                             |                                                  |                                                  |                                                  |                                                  |                                                  |                                                  |                                                  |                                                  |                                                  |                                                  |                                                  |                                                  | 536                                              | -54                                              |
| 2020                                             |                                                  |                                                  |                                                  |                                                  |                                                  |                                                  |                                                  |                                                  |                                                  |                                                  |                                                  |                                                  | 560                                              | −30                                              |
| 2021                                             | 66                                               | 38                                               | 19                                               | 35                                               | 67                                               | 63                                               | 99                                               | 273                                              | 52                                               | 15                                               | 25                                               | 35                                               | 688                                              | +97                                              |
| 2022                                             | 43                                               |                                                  |                                                  |                                                  |                                                  |                                                  |                                                  |                                                  |                                                  |                                                  |                                                  |                                                  |                                                  |                                                  |
| ------------------------------------------------ | ------------------------------------------------ | ------------------------------------------------ | ------------------------------------------------ | ------------------------------------------------ | ------------------------------------------------ | ------------------------------------------------ | ------------------------------------------------ | ------------------------------------------------ | ------------------------------------------------ | ------------------------------------------------ | ------------------------------------------------ | ------------------------------------------------ | ------------------------------------------------ | ------------------------------------------------ |

### Облачность, относительная влажность воздуха
Рекордный максимум осадков за сутки: 86 мм (отмечен в июле 1974 года). Рекордный максимум осадков за месяц: 292 мм (отмечен в августе 2006 года). Нижняя облачность составляет 4,8 балла, общая облачность — 6,4 баллов.
| Облачность                | Облачность | Облачность | Облачность | Облачность | Облачность | Облачность | Облачность | Облачность | Облачность | Облачность | Облачность | Облачность | Облачность |
| Месяц                     | Янв        | Фев        | Мар        | Апр        | Май        | Июн        | Июл        | Авг        | Сен        | Окт        | Ноя        | Дек        | Год        |
| Общая облачность, баллов  | 7,6        | 7,2        | 6,4        | 6,0        | 5,7        | 6,1        | 5,7        | 5,3        | 5,8        | 6,0        | 7,6        | 7,9        | 6,4        |
| Нижняя облачность, баллов | 6,3        | 5,6        | 4,6        | 4,0        | 3,7        | 4,2        | 3,8        | 3,4        | 4,1        | 4,4        | 6,1        | 6,8        | 4,8        |
| ------------------------- | ---------- | ---------- | ---------- | ---------- | ---------- | ---------- | ---------- | ---------- | ---------- | ---------- | ---------- | ---------- | ---------- |

| Число ясных, облачных и пасмурных дней при учёте общей облачности | Число ясных, облачных и пасмурных дней при учёте общей облачности | Число ясных, облачных и пасмурных дней при учёте общей облачности | Число ясных, облачных и пасмурных дней при учёте общей облачности | Число ясных, облачных и пасмурных дней при учёте общей облачности | Число ясных, облачных и пасмурных дней при учёте общей облачности | Число ясных, облачных и пасмурных дней при учёте общей облачности | Число ясных, облачных и пасмурных дней при учёте общей облачности | Число ясных, облачных и пасмурных дней при учёте общей облачности | Число ясных, облачных и пасмурных дней при учёте общей облачности | Число ясных, облачных и пасмурных дней при учёте общей облачности | Число ясных, облачных и пасмурных дней при учёте общей облачности | Число ясных, облачных и пасмурных дней при учёте общей облачности | Число ясных, облачных и пасмурных дней при учёте общей облачности |
| Месяц                                                             | Янв                                                               | Фев                                                               | Мар                                                               | Апр                                                               | Май                                                               | Июн                                                               | Июл                                                               | Авг                                                               | Сен                                                               | Окт                                                               | Ноя                                                               | Дек                                                               | Год                                                               |
| Ясных дней                                                        | 2                                                                 | 2                                                                 | 3                                                                 | 5                                                                 | 3                                                                 | 2                                                                 | 2                                                                 | 4                                                                 | 4                                                                 | 4                                                                 | 2                                                                 | 1                                                                 | 34                                                                |
| Облачных дней                                                     | 11                                                                | 10                                                                | 16                                                                | 16                                                                | 21                                                                | 20                                                                | 23                                                                | 22                                                                | 17                                                                | 17                                                                | 11                                                                | 10                                                                | 194                                                               |
| Пасмурных дней                                                    | 18                                                                | 16                                                                | 12                                                                | 9                                                                 | 7                                                                 | 8                                                                 | 6                                                                 | 5                                                                 | 9                                                                 | 10                                                                | 17                                                                | 20                                                                | 137                                                               |
| ----------------------------------------------------------------- | ----------------------------------------------------------------- | ----------------------------------------------------------------- | ----------------------------------------------------------------- | ----------------------------------------------------------------- | ----------------------------------------------------------------- | ----------------------------------------------------------------- | ----------------------------------------------------------------- | ----------------------------------------------------------------- | ----------------------------------------------------------------- | ----------------------------------------------------------------- | ----------------------------------------------------------------- | ----------------------------------------------------------------- | ----------------------------------------------------------------- |

| Число ясных, облачных и пасмурных дней при учёте нижней облачности | Число ясных, облачных и пасмурных дней при учёте нижней облачности | Число ясных, облачных и пасмурных дней при учёте нижней облачности | Число ясных, облачных и пасмурных дней при учёте нижней облачности | Число ясных, облачных и пасмурных дней при учёте нижней облачности | Число ясных, облачных и пасмурных дней при учёте нижней облачности | Число ясных, облачных и пасмурных дней при учёте нижней облачности | Число ясных, облачных и пасмурных дней при учёте нижней облачности | Число ясных, облачных и пасмурных дней при учёте нижней облачности | Число ясных, облачных и пасмурных дней при учёте нижней облачности | Число ясных, облачных и пасмурных дней при учёте нижней облачности | Число ясных, облачных и пасмурных дней при учёте нижней облачности | Число ясных, облачных и пасмурных дней при учёте нижней облачности | Число ясных, облачных и пасмурных дней при учёте нижней облачности |
| Месяц                                                              | Янв                                                                | Фев                                                                | Мар                                                                | Апр                                                                | Май                                                                | Июн                                                                | Июл                                                                | Авг                                                                | Сен                                                                | Окт                                                                | Ноя                                                                | Дек                                                                | Год                                                                |
| Ясных дней                                                         | 5                                                                  | 6                                                                  | 9                                                                  | 11                                                                 | 9                                                                  | 7                                                                  | 8                                                                  | 10                                                                 | 9                                                                  | 10                                                                 | 5                                                                  | 4                                                                  | 92                                                                 |
| Облачных дней                                                      | 13                                                                 | 12                                                                 | 16                                                                 | 16                                                                 | 19                                                                 | 20                                                                 | 21                                                                 | 19                                                                 | 17                                                                 | 16                                                                 | 14                                                                 | 12                                                                 | 196                                                                |
| Пасмурных дней                                                     | 13                                                                 | 10                                                                 | 6                                                                  | 3                                                                  | 2                                                                  | 3                                                                  | 2                                                                  | 2                                                                  | 4                                                                  | 5                                                                  | 11                                                                 | 15                                                                 | 77                                                                 |
| ------------------------------------------------------------------ | ------------------------------------------------------------------ | ------------------------------------------------------------------ | ------------------------------------------------------------------ | ------------------------------------------------------------------ | ------------------------------------------------------------------ | ------------------------------------------------------------------ | ------------------------------------------------------------------ | ------------------------------------------------------------------ | ------------------------------------------------------------------ | ------------------------------------------------------------------ | ------------------------------------------------------------------ | ------------------------------------------------------------------ | ------------------------------------------------------------------ |

| Относительная влажность воздуха | Относительная влажность воздуха | Относительная влажность воздуха | Относительная влажность воздуха | Относительная влажность воздуха | Относительная влажность воздуха | Относительная влажность воздуха | Относительная влажность воздуха | Относительная влажность воздуха | Относительная влажность воздуха | Относительная влажность воздуха | Относительная влажность воздуха | Относительная влажность воздуха | Относительная влажность воздуха |
| Месяц                           | Янв                             | Фев                             | Мар                             | Апр                             | Май                             | Июн                             | Июл                             | Авг                             | Сен                             | Окт                             | Ноя                             | Дек                             | Год                             |
| Влажность воздуха, %            | 85                              | 82                              | 75                              | 66                              | 66                              | 69                              | 70                              | 71                              | 78                              | 81                              | 86                              | 87                              | 76                              |
| ------------------------------- | ------------------------------- | ------------------------------- | ------------------------------- | ------------------------------- | ------------------------------- | ------------------------------- | ------------------------------- | ------------------------------- | ------------------------------- | ------------------------------- | ------------------------------- | ------------------------------- | ------------------------------- |

| Показатель                    | Янв.  | Фев. | Март | Апр. | Май | Июнь | Июль | Авг. | Сен. | Окт. | Нояб. | Дек. |
| ----------------------------- | ----- | ---- | ---- | ---- | --- | ---- | ---- | ---- | ---- | ---- | ----- | ---- |
| Абсолютный максимум, °C       | 9,5   | 10,0 |      |      |     |      |      |      |      |      |       |      |
| Средний суточный максимум, °C | 2,2   | 5,5  |      |      |     |      |      |      |      |      |       |      |
| Средняя температура, °C       | 0,4   | 3,0  |      |      |     |      |      |      |      |      |       |      |
| Средний суточный минимум, °C  | −1,7  | 0,8  |      |      |     |      |      |      |      |      |       |      |
| Абсолютный минимум, °C        | −11,4 | −3,8 |      |      |     |      |      |      |      |      |       |      |
| Норма осадков, мм             | 43    | 25   |      |      |     |      |      |      |      |      |       |      |
| Источник: Погода и климат     |       |      |      |      |     |      |      |      |      |      |       |      |

| Показатель                    | Янв.  | Фев. | Март | Апр. | Май  | Июнь | Июль | Авг. | Сен. | Окт. | Нояб. | Дек.  | Год   |
| ----------------------------- | ----- | ---- | ---- | ---- | ---- | ---- | ---- | ---- | ---- | ---- | ----- | ----- | ----- |
| Абсолютный максимум, °C       | 9,4   | 15,0 | 20,0 | 21,1 | 25,1 | 34,6 | 35,2 | 30,1 | 26,3 | 18,8 | 13,5  | 9,4   | 35,2  |
| Средний суточный максимум, °C | 0,5   | 0,7  | 7,0  | 12,5 | 18,6 | 26,4 | 29,0 | 22,5 | 17,7 | 13,9 | 7,7   | 0,6   | 13,1  |
| Средняя температура, °C       | −1,6  | −2,7 | 2,9  | 7,3  | 13,5 | 20,2 | 23,5 | 18,0 | 13,0 | 9,6  | 5,2   | −1,5  | 8,9   |
| Средний суточный минимум, °C  | −3,4  | −5,9 | −0,9 | 2,9  | 8,4  | 14,1 | 18,0 | 13,8 | 8,4  | 5,4  | 3,0   | −3,6  | 5,0   |
| Абсолютный минимум, °C        | −21,6 | −16  | −8,1 | −2,2 | 0,5  | 8,5  | 14,2 | 8,5  | 3,2  | −1,1 | −1,5  | −12,3 | −21,6 |
| Норма осадков, мм             | 66    | 38   | 19   | 35   | 67   | 63   | 99   | 273  | 52   | 15   | 25    | 29    | 681   |
| Источник: Погода и климат     |       |      |      |      |      |      |      |      |      |      |       |       |       |

| Показатель                    | Янв. | Фев. | Март | Апр. | Май  | Июнь | Июль | Авг. | Сен. | Окт. | Нояб. | Дек. | Год  |
| ----------------------------- | ---- | ---- | ---- | ---- | ---- | ---- | ---- | ---- | ---- | ---- | ----- | ---- | ---- |
| Абсолютный максимум, °C       | 8,1  | 12,1 | 17,1 | 22,9 | 27,0 | 32,1 | 30,0 | 31,5 | 28,5 | 24,4 | 13,5  | 9,1  | 32,1 |
| Средний суточный максимум, °C | 3,6  | 5,9  | 9,6  | 14,9 | 17,1 | 26,3 | 24,9 | 26,0 | 21,3 | 14,2 | 7,4   | 2,6  | 14,6 |
| Средняя температура, °C       | 1,9  | 3,3  | 4,9  | 8,4  | 12,1 | 20,7 | 19,6 | 20,6 | 16,1 | 11,5 | 5,7   | 1,3  | 10,3 |
| Средний суточный минимум, °C  | 0,2  | 0,8  | 0,3  | 1,9  | 7,1  | 15,0 | 14,2 | 15,2 | 11,0 | 8,6  | 4,0   | 0,1  | 6,4  |
| Абсолютный минимум, °C        | −5,1 | −5,5 | −6,5 | −3,8 | 1,2  | 6,9  | 9,0  | 10,5 | 4,6  | 2,0  | −2,8  | −5,5 | −6,5 |
| Норма осадков, мм             | 31   | 40   | 20   | 17   | 75   | 150  | 35   | 38   | 47   | 48   | 26    | 25   | 555  |
| Источник: Погода и климат     |      |      |      |      |      |      |      |      |      |      |       |      |      |

| Показатель                    | Янв.  | Фев. | Март | Апр. | Май  | Июнь | Июль | Авг. | Сен. | Окт. | Нояб. | Дек. | Год   |
| ----------------------------- | ----- | ---- | ---- | ---- | ---- | ---- | ---- | ---- | ---- | ---- | ----- | ---- | ----- |
| Абсолютный максимум, °C       | 4,1   | 12,5 | 17,9 | 27,8 | 27,7 | 34,5 | 35,5 | 32,6 | 30,2 | 24,4 | 18,1  | 12,2 | 35,5  |
| Средний суточный максимум, °C | −0,9  | 5,6  | 9,5  | 16,0 | 19,5 | 28,7 | 24,7 | 26,2 | 20,3 | 16,2 | 8,8   | 5,1  | 15,0  |
| Средняя температура, °C       | −3    | 2,5  | 5,3  | 10,3 | 14,5 | 22,7 | 18,9 | 20,0 | 14,6 | 11,0 | 6,3   | 2,9  | 10,5  |
| Средний суточный минимум, °C  | −5,3  | 0,3  | 1,7  | 4,5  | 9,5  | 16,7 | 13,8 | 14,3 | 9,7  | 7,2  | 4,3   | 1,1  | 6,0   |
| Абсолютный минимум, °C        | −13,7 | −8,3 | −5,8 | −1,4 | −0,5 | 10,9 | 9,7  | 10,1 | 0,9  | −2,5 | −3,3  | −3,1 | −13,7 |
| Норма осадков, мм             | 46    | 9    | 33   | 8    | 101  | 49   | 87   | 69   | 37   | 26   | 37    | 37   | 536   |
| Источник: Погода и климат     |       |      |      |      |      |      |      |      |      |      |       |      |       |

### Солнечная радиация
| Солнечное сияние, часов за месяц. | Солнечное сияние, часов за месяц. | Солнечное сияние, часов за месяц. | Солнечное сияние, часов за месяц. | Солнечное сияние, часов за месяц. | Солнечное сияние, часов за месяц. | Солнечное сияние, часов за месяц. | Солнечное сияние, часов за месяц. | Солнечное сияние, часов за месяц. | Солнечное сияние, часов за месяц. | Солнечное сияние, часов за месяц. | Солнечное сияние, часов за месяц. | Солнечное сияние, часов за месяц. | Солнечное сияние, часов за месяц. |
| Месяц                             | Янв                               | Фев                               | Мар                               | Апр                               | Май                               | Июн                               | Июл                               | Авг                               | Сен                               | Окт                               | Ноя                               | Дек                               | Год                               |
| Солнечное сияние, ч               | 50                                | 71                                | 133                               | 177                               | 239                               | 249                               | 260                               | 242                               | 171                               | 115                               | 45                                | 31                                | 1782                              |
| --------------------------------- | --------------------------------- | --------------------------------- | --------------------------------- | --------------------------------- | --------------------------------- | --------------------------------- | --------------------------------- | --------------------------------- | --------------------------------- | --------------------------------- | --------------------------------- | --------------------------------- | --------------------------------- |